# 마르쿠스 비니시우스 두스 산투스 호자
마르쿠스 비니시우스 두스 산투스 호자(포르투갈어: Marcos Vinicius dos Santos Rosa, 1988년 9월 13일 ~ )는 브라질의 축구 선수로, 과거 울산 현대에서 뛰었던 수비수이다.

## 수상 경력
- 내셔널리그 베스트 11: 2010